# Avers GR
| GR ist das Kürzel für den Kanton Graubünden in der Schweiz. Es wird verwendet, um Verwechslungen mit anderen Einträgen des Namens Avers zu vermeiden. |

Avers (im walserischen Ortsdialekt Òòver [ɔːf(ə)r], rätoromanisch Avras, Einwohnerbezeichnung Avner bzw. mundartlich Òòvner) ist eine politische Gemeinde im Schweizer Kanton Graubünden. Sie liegt im oberen Teil des Averstals, eines Nebentals des Hinterrheins, in der Region Viamala.

## Name
Das Avers (der Name der Gemeinde wird von den Einheimischen immer mit Artikel gebraucht und mit langem, dunklem A ausgesprochen) ist eine deutschsprachige Insel (Walserdeutsch) im ursprünglich rätoromanischen Sprachgebiet. Der Talname wurde erstmals 1292 erwähnt und steht wahrscheinlich in Beziehung zur Ortschaft Avero nordöstlich von San Giacomo bei Chiavenna; demnach würde er die «Alpweiden von Avero» bezeichnen.

## Geographie

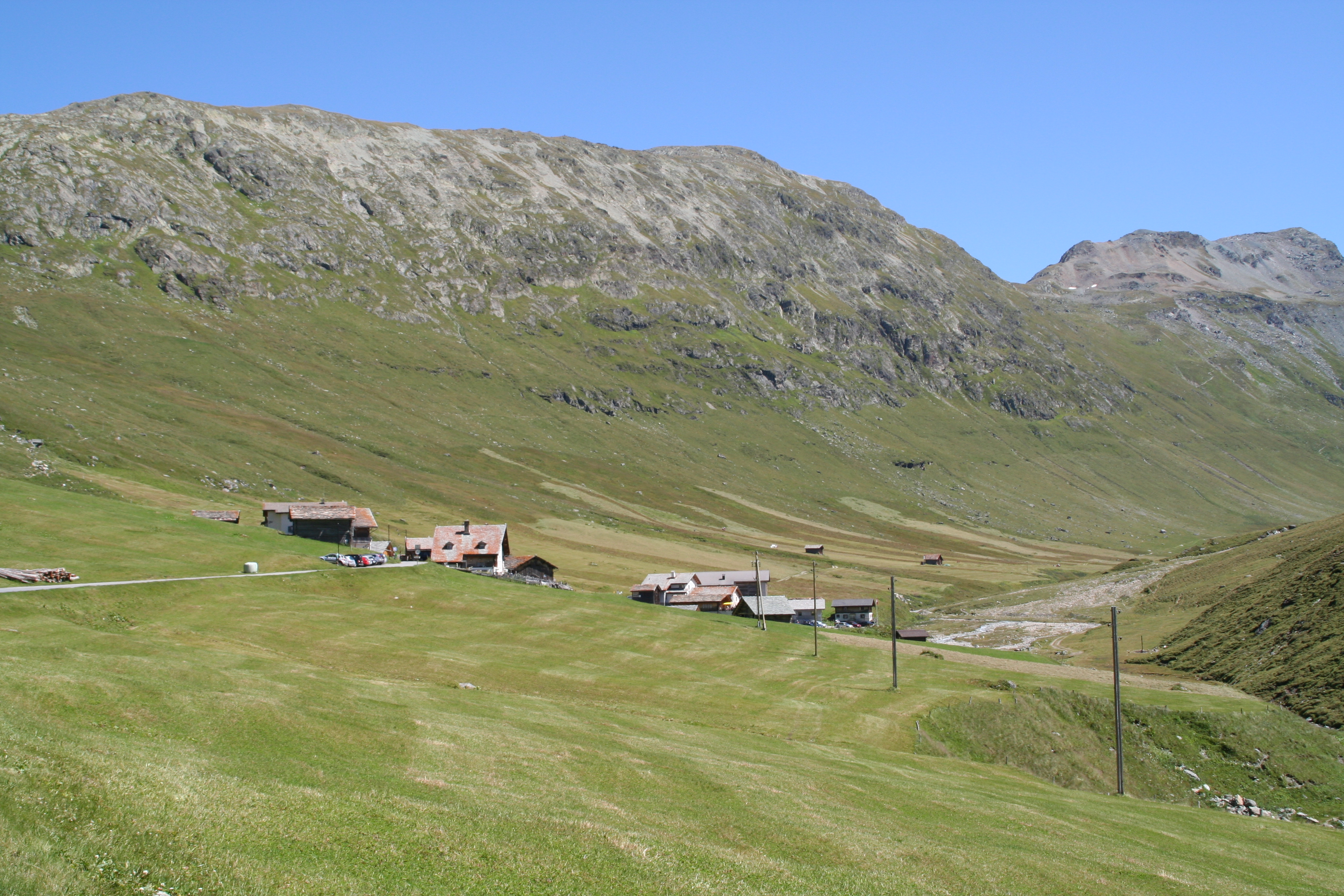
Die Farbfotos zeigen die Siedlungen im Avers, vom Talschluss talabwärts:
Juf (2126 m ü. M.)

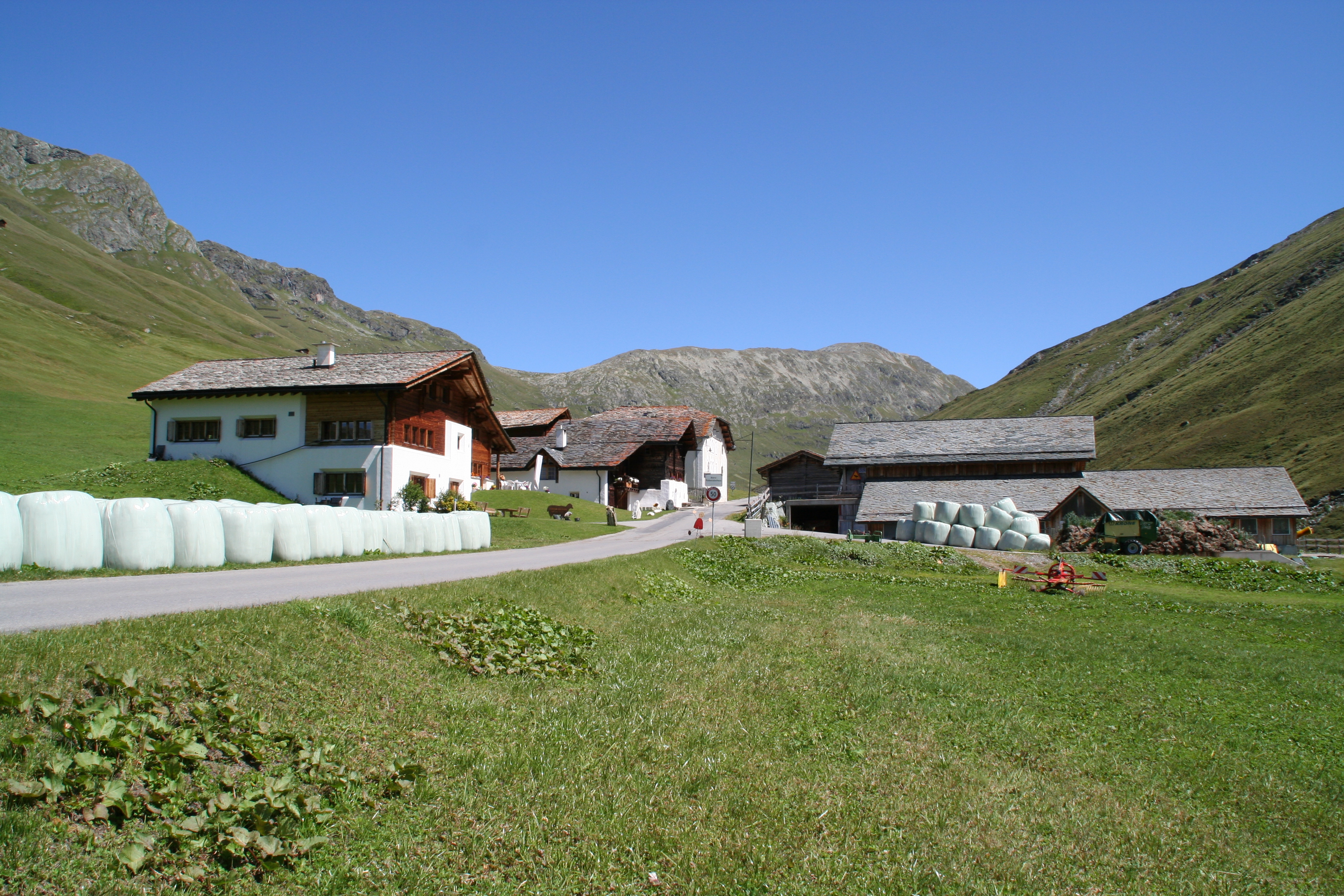
Podestatenhaus (2046 m ü. M.)

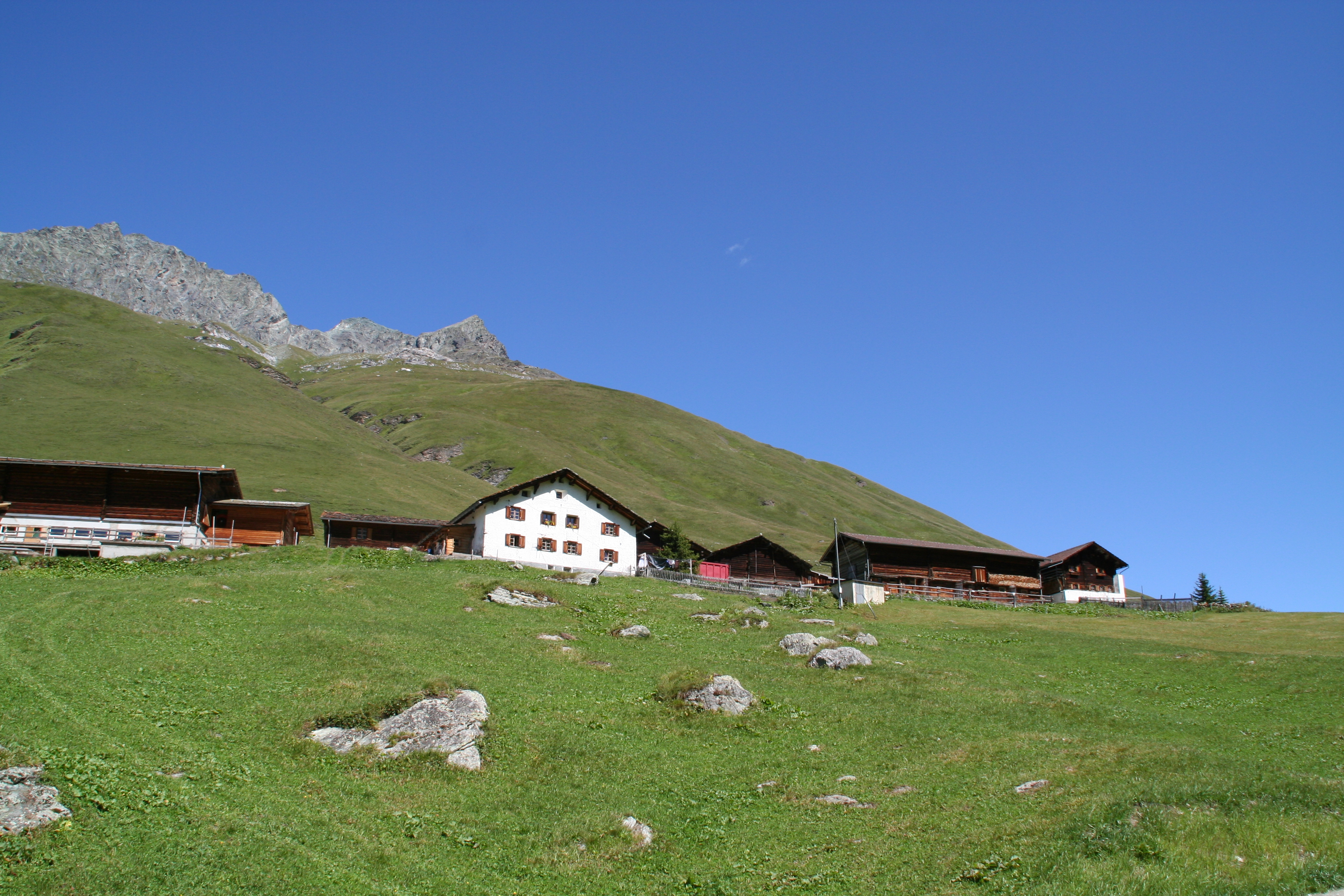
Juppa (2004 m ü. M.)

Mit 1960 m ü. M. ist Avers die höchstgelegene politische Gemeinde der Schweiz. Der zum Avers gehörige Weiler Juf gilt mit 2126 m ü. M. als höchstgelegene ganzjährig bewohnte Siedlung in Europa. Das ganze Obertal ab Cresta liegt über der Waldgrenze. In Cresta stehen die Gemeindekanzlei, die Schule (Primarschule, Einklassenschule für sechs Jahrgänge) und die Kirche. Die Gemeinde besteht aus verschiedenen Fraktionen: Campsut (1668 m), Cröt (1715 m), Cresta (1958 m, Hauptort der Gemeinde), Pürt (1921 m), Am Bach (1959 m), Juppa, Podestatsch Hus (2046 m) und Juf (2126 m).
Nachbargemeinden sind Bregaglia, Ferrera und Surses im Kanton Graubünden sowie Piuro in Italien.
Die höchsten Gipfel der weiten Bergketten rund um das Avers sind der Usser Wissberg (3052 m ü. M.),  der Mittler Wissberg (3001 m ü. M.), das Tälihorn (3163 m ü. M.), das Jupperhorn (3155 m ü. M.), der Mazzaspitz (3163 m ü. M.), der Piz Turba (3018 m ü. M.), der Piz Piot (3052 m ü. M.), das Gletscherhorn (3106 m ü. M.) und das Tscheischhorn (3018 m ü. M.).
Durch das Averstal, das Haupttal der Gemeinde, fliesst der Averser Rhein, der beim Weiler Podestatsch Hus mit dem Zusammenfluss des Jufer Rheins und des Bergalgabachs gebildet wird. Der Averser Rhein nimmt im Tal zahlreiche Nebenbäche auf, die steil von den Bergflanken herunterfliessen. Bei Cröt mündet von links der Madrischer Rhein, dessen südlichster Quellbach der Prasgnolabach (im Gebiet der Gemeinde Bregaglia) ist, in den Averser Rhein. Dieser verlässt bei der Mündung des Rein da Lei das Gemeindegebiet als Ragn da Ferrara.

Capettawald

Im Capettawald südlich des Flusses stehen zahlreiche mehrhundertjährige Arven und Lärchen.
Über die Bergketten rings um das weit verzweigte Gemeindegebiet führen zahlreiche Fusswege in die Nachbartäler. Einige der wichtigeren Übergänge sind der Passo del Scengio, unter welchem eine Fahrstrasse in einem Tunnel zum Stausee Lei führt, der Prasgnolapass, der Val-da-Rodapass, der Bergalgapass, die Fuorcla de la Valletta, der Stallerberg, die Fallerfurgga und die Tällifurgga.

## Geschichte

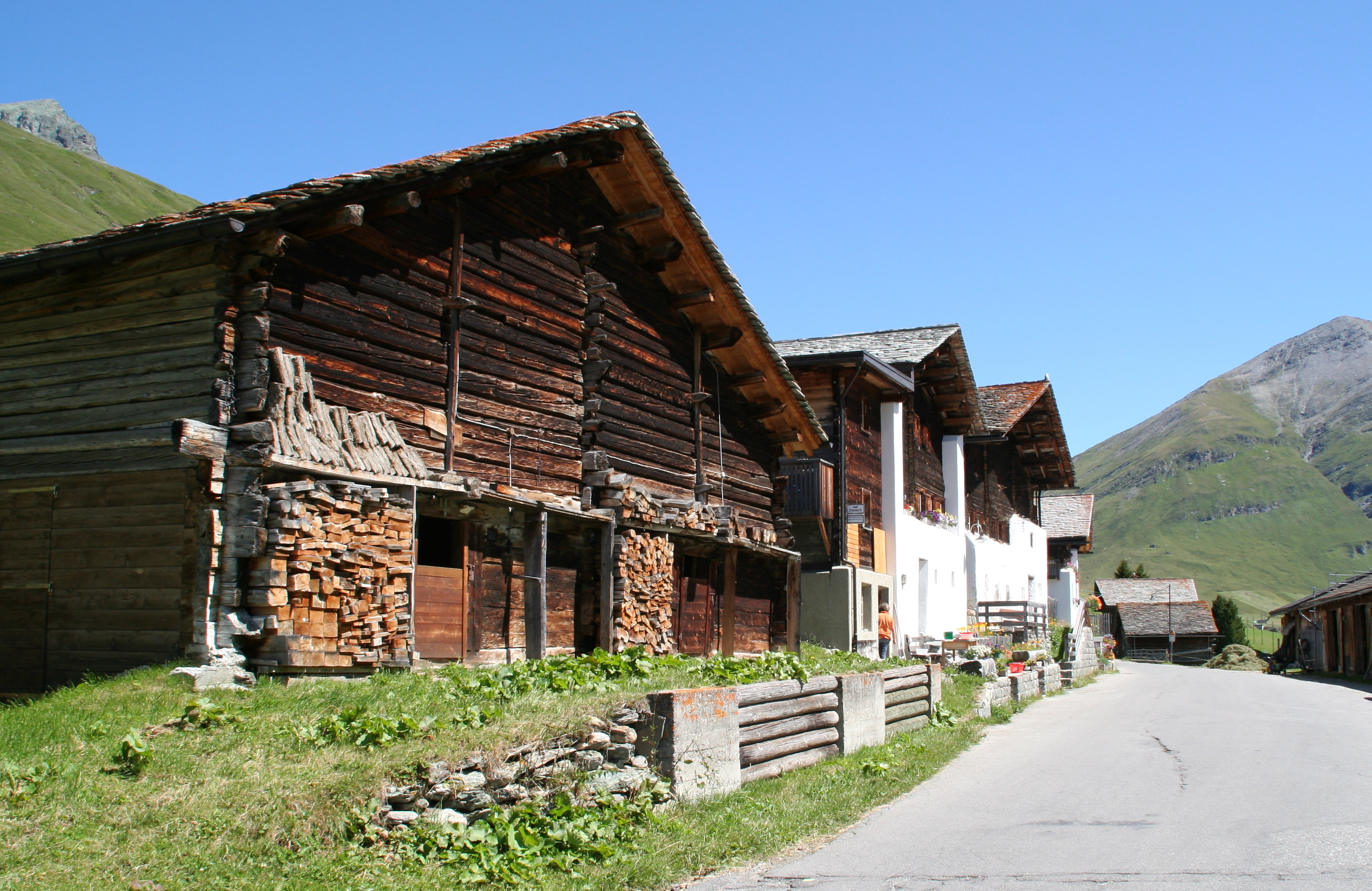
Am Bach (1959 m ü. M.)

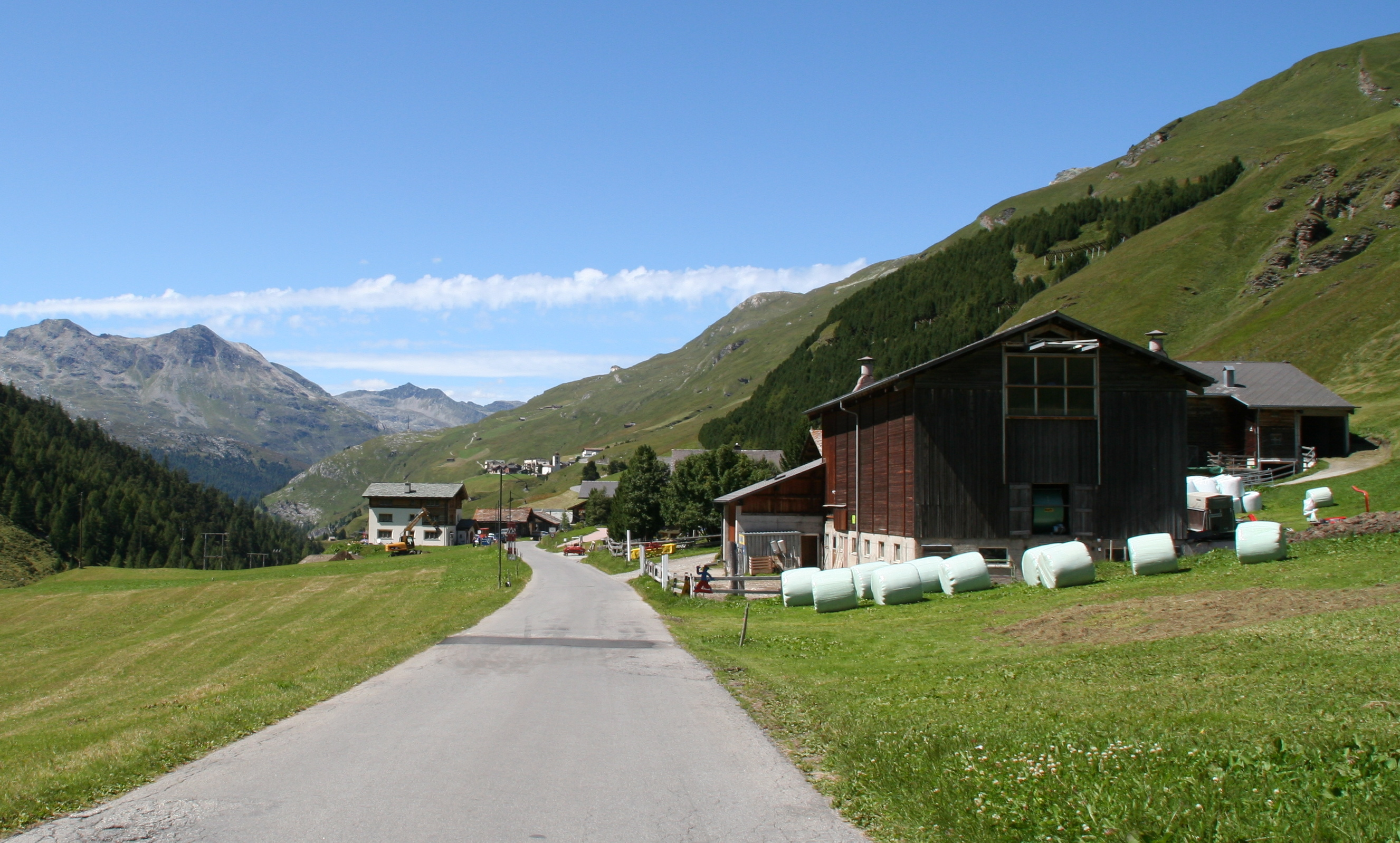
Pürt (1921 m ü. M.)

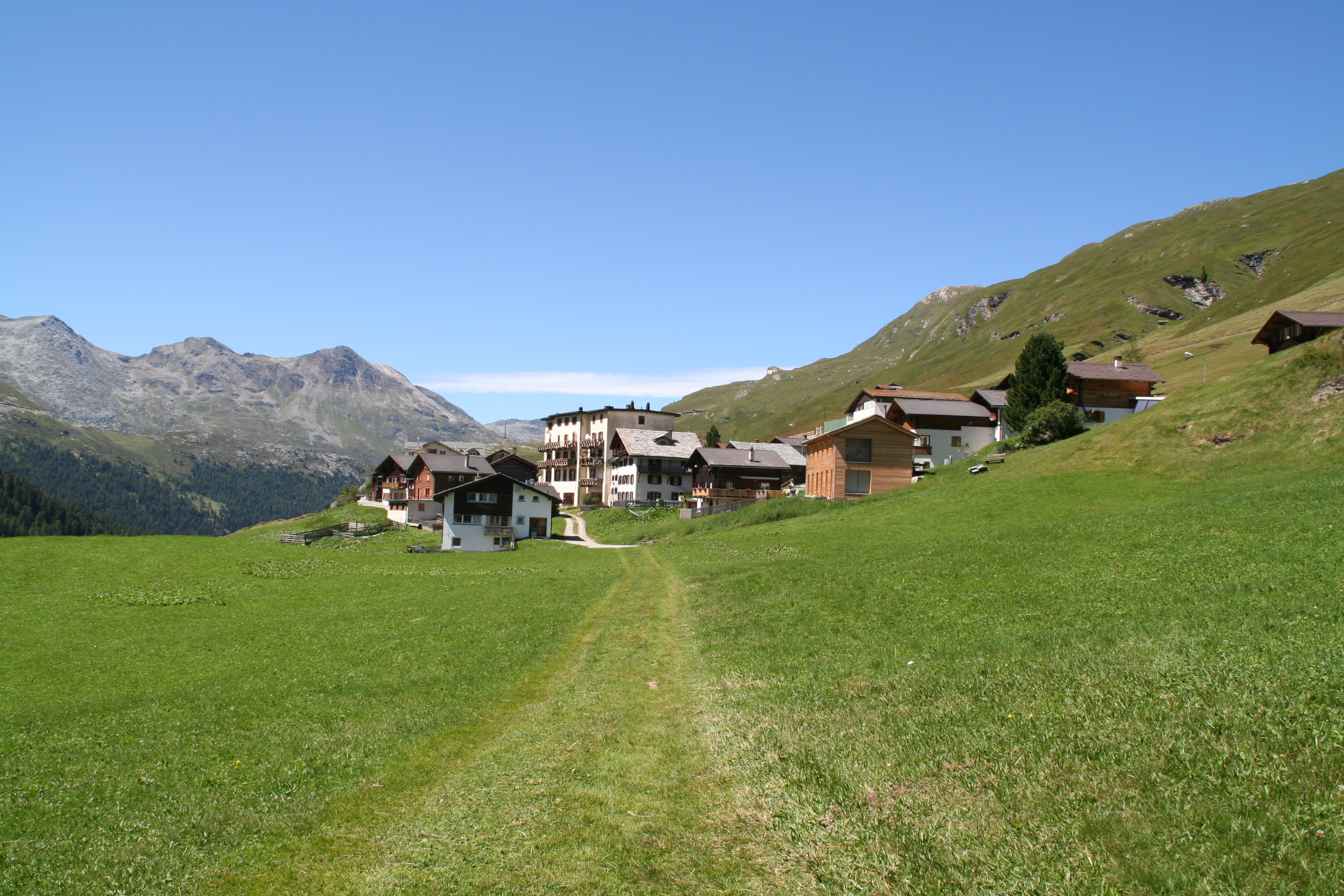
Cresta (1958 m ü. M., Hauptort der Gemeinde)

Eine Rundnackenaxt aus dem Ende der Jungsteinzeit und drei Grabfunde aus dem 3. bis 6. Jahrhundert n. Chr. weisen auf früheste menschliche Anwesenheit hin, doch ist das Tal wohl erst vom 11. Jahrhundert an durch das Hospiz St. Peter auf dem Septimerpass mit einer romanischen Bevölkerung besiedelt worden. Die Siedlung wurde 1292 als Anue (Avre?) und 1354 als Auers urkundlich erwähnt. Nach 1280 trafen aus dem Pomatt stammende deutschsprachige Walser ein, die sich zunächst nur auf der obersten Talstufe niederliessen. Bis 1310–1320 breiteten sie sich über das ganze Tal aus und verdrängten die romanische Bevölkerung und deren Sprache. Die Walsersiedlung stand anfänglich unter Schutz der Stadt Como, im frühen 14. Jahrhundert wurde das Bistum Chur Landesherr. Im Rahmen des Gotteshausbundes ab 1367 verselbstständigte sich das Avers, schloss 1498 ein Bündnis mit der Eidgenossenschaft und war ab 1524 bis 1526 Teil der Drei Bünde. Neben der wohl aus dem frühen 14. Jahrhundert stammenden Pfarrkirche in Cresta (ursprünglich wohl St. Theodul-, eventuell St. Nikolaus-Patrozinium) standen in Madris und eventuell in Cröt Kapellen. 1525 bis 1530 trat Avers zur Reformation über.
Die Bildung einer Gerichtsgemeinde ist eventuell schon für 1292, sicher für 1377 belegt. Die Landbücher von 1622 und 1644 stellen Erneuerungen älterer Statuten dar. Bis 1867 war das Rathaus Gerichtssitz. 1652 bis 1664 war das Avers Schauplatz mehrerer Hexenprozesse und -hinrichtungen. Seit 1851 ist Avers Gemeinde und Kreis, seit 1902 auch eigener Wahlkreis, was dem Tal eine ständige Vertretung im Grossen Rat sichert. Auf der Basis von Einzelsennerei und Korporationssystem wurde Vieh- und Alpwirtschaft betrieben. Der Viehhandel orientierte sich bis Mitte des 19. Jahrhunderts über die Pässe Forcellina und Septimer nach den oberitalienischen Städte im Süden. Bereits im 17. Jahrhundert auftretende krisenhafte Erscheinungen mit Verschuldungen, zahlreiche Verpachtungen an die Familie von Salis und einem Bevölkerungsrückgang erreichten im 19. Jahrhundert ihren Höhepunkt.
1895 erfolgte mit dem Strassenbau der Anschluss an das kantonale Verkehrsnetz, doch setzte erst mit dem Bau des Staubeckens im Valle di Lei 1958 bis 1963 ein Aufschwung ein. Avers profitiert seither von Wasserzinsen, von der Stromversorgung und von der Zufahrtsstrasse zur Autostrasse A 13. Ausser in der durch die Stiftung Pro Avers geförderten Landwirtschaft findet die Bevölkerung von Avers dank Sommer- und zunehmend auch Wintertourismus – vor allem in Privatquartiere – weitere Erwerbsmöglichkeiten.

## Wappen
| Wappen von Avers GR | Blasonierung: «Schrägrechts geteilt von Silber und Schwarz, in Silber ein springender schwarzer, rot bewehrter Steinbock» |
| Wappen von Avers GR | Das Wappen entspricht demjenigen des Kreises Avers, das nach einem Siegel der Landschaft gestaltet wurde: der stehende Steinbock wurde durch die Schrägteilung ergänzt, um das Wappen von demjenigen des Gotteshausbundes zu unterscheiden. |

## Bevölkerung

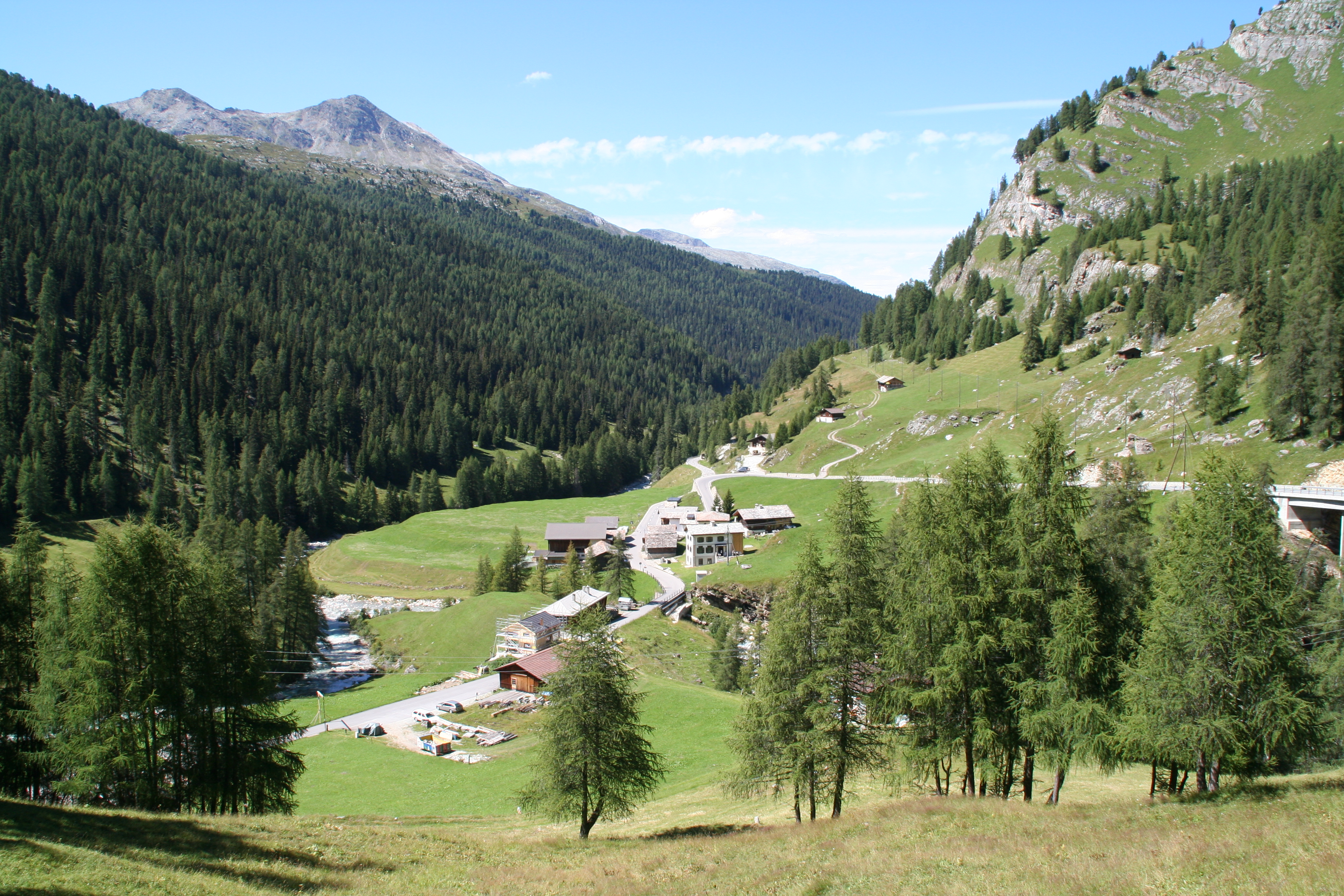
Cröt (1715 m ü. M.)

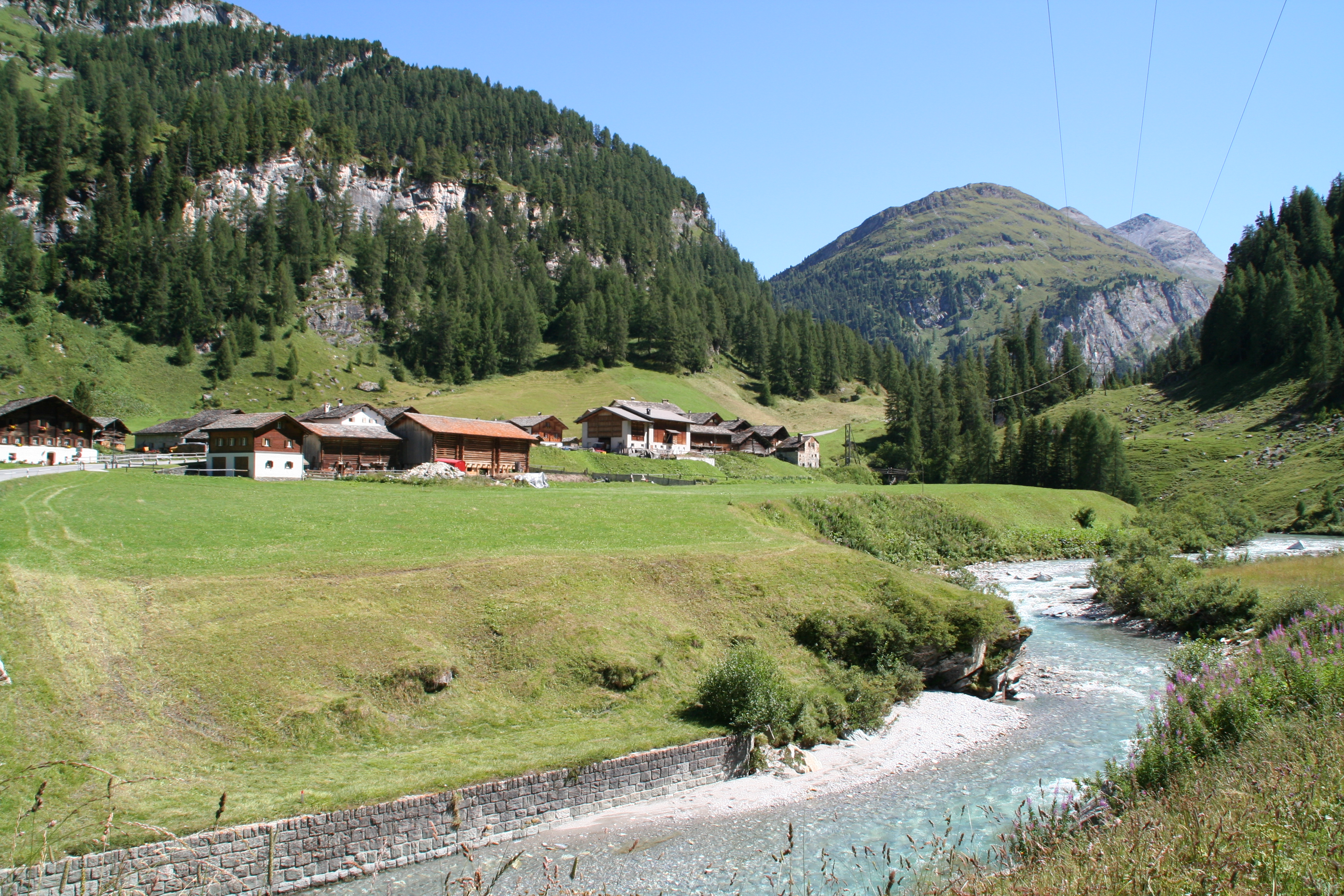
Campsut (1668 m ü. M.)

| Bevölkerungsentwicklung | Bevölkerungsentwicklung | Bevölkerungsentwicklung | Bevölkerungsentwicklung | Bevölkerungsentwicklung | Bevölkerungsentwicklung | Bevölkerungsentwicklung | Bevölkerungsentwicklung | Bevölkerungsentwicklung | Bevölkerungsentwicklung | Bevölkerungsentwicklung | Bevölkerungsentwicklung |
| ----------------------- | ----------------------- | ----------------------- | ----------------------- | ----------------------- | ----------------------- | ----------------------- | ----------------------- | ----------------------- | ----------------------- | ----------------------- | ----------------------- |
| Jahr                    | 1645                    | 1850                    | 1900                    | 1950                    | 1960                    | 2000                    | 2005                    | 2010                    | 2012                    | 2014                    | 2020                    |
| Einwohner               | 498                     | 293                     | 204                     | 167                     | 270                     | 160                     | 184                     | 170                     | 171                     | 167                     | 164                     |

### Sprache
Die Amtssprache der Gemeinde ist Deutsch, da die Einwohner Walser sind.

### Konfession
Die Einwohner des Avers gehören ganz überwiegend der Evangelisch-reformierten Landeskirche Graubünden an. Die Talschaft bildet eine selbständige Kirchgemeinde.

### Nationalität
Von den Ende 2005 184 Bewohnern waren 179 (= 97,28 %) Schweizer Staatsangehörige.

## Wirtschaft
Die Haupterwerbszweige waren lange Zeit Alpwirtschaft und Viehhandel, heute spielt der Tourismus eine wichtige Rolle. Hotels gibt es in Juf, Juppa und Cresta, Ferienwohnungen in jedem Weiler. In Juppa gibt es drei Skilifte; dort ist auch der Ausgangspunkt der grossen Langlaufloipe. Juf ist ein beliebter Ausgangspunkt für Skitouren, oder im Sommer für Wanderungen über diverse Pässe nach Bivio oder ins Bergell.
Das Wasser fast aller Bäche des Tals und des Nebentals Madris werden oberhalb von 1950 m durch Stollen in den Val-di-Lei-Stausee abgeleitet. Der See liegt zwar auf der Alpennordseite, aber auf italienischem Gebiet; die Staumauer dagegen in der Schweiz. Erst durch den Bau des Staudamms in den 1950er-Jahren kam das Tal zu einer modernen, asphaltierten Strasse.

## Sehenswürdigkeiten
Unter Denkmalschutz steht die reformierte Dorfkirche, auch als Edelweisskirche bekannt.
Durch das Avers führt die Alte Averserstrasse. Sie ist eine vergleichsweise junge Strasse, da das Avers das letzte Tal Graubündens war, das eine Fahrstrasse erhielt. In einem gewaltigen Strassenbau-Programm wurden zwischen 1840 und 1897 alle Talschaften Graubündens mit vier bis fünf Meter breiten Strassen erschlossen – diejenige ins Avers erfolgte 1895. Für die Averser endeten damit auch die meisten ihrer beschwerlichen Einkaufsmärsche über den Madrisberg nach Savogno und Chiavenna.
Valerio Olgiati und seine Frau Tamara errichten zusammen mit Ferrari Gartmann und KLARK ein Ferienhaus in der Fraktion Am Bach in weiss eingefärbtem Beton.

## Gemeindepartnerschaft
Seit 2012 pflegt Avers eine Partnerschaft mit der Gemeinde Seuzach im Kanton Zürich.